# Joan Rofes Miret

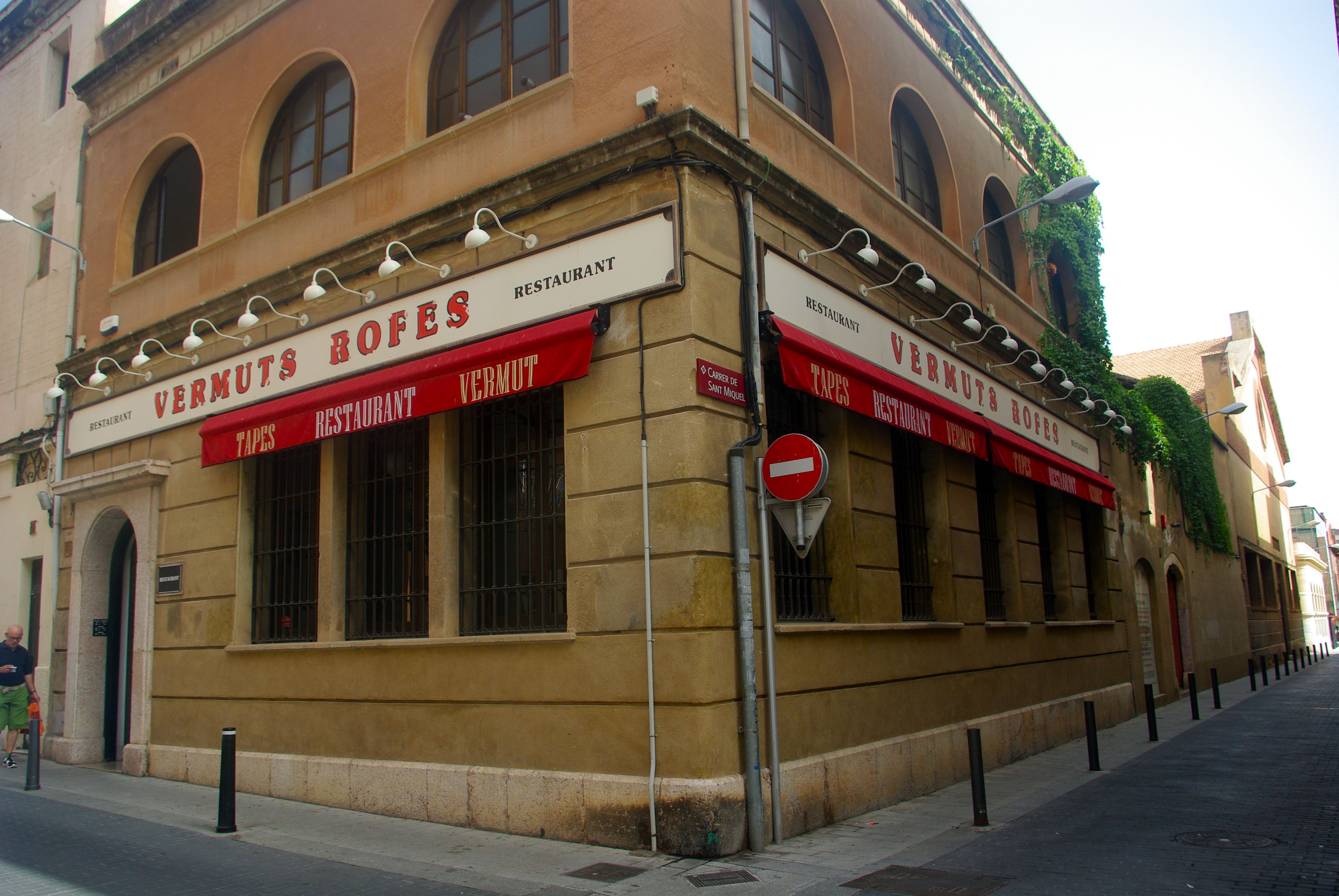
Edifici on s'elaborava el vermut Rofes, ara restaurant

Joan Rofes Miret (Reus, 1928 - 1996) va ser un empresari reusenc de la notable família de fabricants de vermuts Rofes, família que encara continua amb l'activitat.
La fàbrica va ser fundada el 1890 per Marcel·lí Rofes. Continuen el negoci els fills Joan i Salvador Rofes i Escoda, amb el nom de “Hijos de Marcelino Rofes Sancho”. L'any 1930 registren la marca “Rofinos”. En esclatar la Guerra Civil Espanyola la família es va refugiar a Vallmoll i la fabrica va ser confiscada pels treballadors, i després hi impactà una bomba de l'aviació franquista. En acabar la guerra la família va recuperar la propietat i va comprar una bodega veïna de les bodegues Rofes. Aquesta operació va permetre engrandir els magatzems i comercialitzar millor els seus productes, que es transportaven en bótes i bocois de fusta fabricats al mateix magatzem i en vagons propis de tren. Joan Rofes Miret, en la postguerra, va anar a estudiar a Saragossa. A la tornada va dirigir el negoci familiar superant la crisi del vermut dels anys seixanta quan moltes fàbriques van haver de tancar, i aconseguint un producte considerat de bona qualitat. A la seva mort el negoci va passar als seus fills amb el nom de “Vinos y Vermuts Rofes, s.a.”, fins aproximadament l'any 2006, quan va acabar l'activitat per donar pas a un restaurant en els antics locals de l'empresa, que conserva l'empremta de més de cent anys d'elaboració de vins i, sobretot, del famós vermut “Rofes”.
La ciutat de Reus li dedicà un carrer.